# Peter Van der Heyden
Peter Van der Heyden (* 16. Juli 1976 in Aalst) ist ein ehemaliger belgischer Fußballspieler.

## Verein
Van der Heyden war in Belgien für den FC Denderleeuw und Eendracht Aalst aktiv. Zur Saison 2005/06 wechselte er ablösefrei vom FC Brügge zum VfL Wolfsburg in die Fußball-Bundesliga. Für die Wolfsburger spielte er in drei Jahren 43-mal in der Bundesliga, in der Saison 2007/08 wurde er allerdings nur einmal eingesetzt und trat achtmal bei den Amateuren an. Daher wollte er in der Winterpause den Verein wechseln, blieb aber bis zum Saisonende beim VfL.
Ab der Saison 2008/09 verpflichtete der 1. FSV Mainz 05 Van der Heyden für zwei Jahre mit der Option auf ein zusätzliches Jahr. Im Januar 2010 wechselte er zurück nach Belgien zum FC Brügge. Von dort kam er über den Beerschot AC zum FC Knokke, bei dem er 2016 seine Karriere als Fußballspieler beendete.

## Nationalmannschaft
Van der Heyden spielte 1999 einmal für die belgische U-18-Nationalmannschaft und von 2001 bis 2007 22-mal für die belgische Fußballnationalmannschaft.

## Erfolge
- Belgischer Meister: 2003, 2005
- Belgischer Pokalsieger: 2002, 2004
- Belgischer Superpokalsieger: 2004